# Martha Nussbaum
Martha Craven Nussbaum (Nueva York, 6 de mayo de 1947) es una filósofa estadounidense. Sus intereses se centran, en particular, en la filosofía antigua, la filosofía política, la filosofía del derecho y la ética. 

## Biografía
Nació en Nueva York en el seno de una familia acomodada, hija de George Craven, abogado de Filadelfia, y Betty Warren, diseñadora de interiores. Estudió teatro y lenguas clásicas en la Universidad de Nueva York (NYU) (BA 1969), y gradualmente se fue acercando a la filosofía, para finalmente graduarse en Harvard en 1972. Durante esta época se casó con Alan Nussbaum (de quien se divorció en 1987), se convirtió al judaísmo, y nació su hija Rachel.
Enseñó filosofía y letras clásicas en Harvard en los años setenta y a principios de los ochenta, antes de trasladarse a la Universidad de Brown. Uno de sus libros más influyentes, La fragilidad del bien: fortuna y ética en la tragedia y la filosofía griega (The Fragility of Goodness), que tiene como tema la ética antigua, fue particularmente influyente y la convirtió en una figura reconocida en el ámbito de las ciencias sociales. Posteriormente, la valía de su trabajo la hizo merecedora de títulos honoríficos en más de 25 instituciones.
Durante la década de los ochenta, Nussbaum comenzó un trabajo en colaboración con el economista Amartya Sen (Premio Nobel de Economía) en temas relacionados con el desarrollo y la ética. En conjunto con Sen, promovió el concepto de "capacidades" ("libertades sustanciales" como la posibilidad de vivir una larga vida, de llevar a cabo transacciones económicas, o la participación plena en actividades políticas) como las partes constitutivas del desarrollo, y de la pobreza como una privación de dichas "capacidades". Esto contrasta sobremanera con los acercamientos teóricos que se habían hecho sobre el desarrollo hasta ese momento. Cabe resaltar que mucho de lo que Nussbaum dice en su trabajo se basa en una corrección aristotélica de las tesis de John Rawls.
Nussbaum ha participado con otros intelectuales en debates sobre temas morales, tanto desde revistas semipopulares y críticas de libros, como desde el estrado o testificando ante tribunales. Sus contrincantes han sido Allan Bloom, John Finnis y Robert P. George, Harvey Mansfield y Judith Butler, entre otros. Por otra parte, también han sido importantes sus obras y sus acciones en defensa de los derechos de la mujer.
En su obra El ocultamiento de lo humano: repugnancia, vergüenza y ley, hace un profundo estudio de las emociones, algo que ya había empezado a vislumbrarse en obras anteriores suyas. Allí trata temas como el miedo, la vergüenza, la gratitud y el rencor, intenta definir si son impulsos racionales o simplemente sentimientos vinculados con nuestra manera de ver el mundo; se pregunta si estas emociones son universales o si varían dependiendo de la cultura; si dichas emociones se aprenden y, en caso de que la respuesta sea afirmativa, si pueden "desaprenderse" las emociones equivocadas. Todo esto, en un constante transitar entre la filosofía, política y derecho.

### Capacidades funcionales humanas centrales
Nussbaum destaca las siguientes diez "capacidades" como claves para el desarrollo y criterios de justicia social:
- Vida o ser capaces de vivir una vida digna y no morir prematuramente
- Salud corporal o ser capaces de gozar de buena salud
- Integridad corporal o ser capaces de moverse libremente de un lugar a otro
- Sentidos, imaginación y pensamiento
- Emociones o ser capaces de utilizar los sentidos, de imaginar, pensar
- Razón práctica o ser capaces de reflexión crítica
- Afiliación o ser capaces de mostrar interés por otros seres humanos y ser capaces de ser tratados como seres dignos
- Otras especies o ser capaces de vivir interesados y en relación con los animales y la naturaleza
- Capacidad para jugar o ser capaces de reír, jugar y disfrutar de actividades de ocio
- Control sobre el entorno de cada uno

El planteamiento en el que se basan se denomina enfoque basado en las capacidades. 

## Premios y reconocimientos
- En 2012 fue galardonada con el Premio Príncipe de Asturias de Ciencias Sociales.[2]

- El 20 de noviembre de 2013 la Universidad Iberoamericana Ciudad de México le otorgó el grado de doctor honoris causa.

- En diciembre de 2015 recibió por parte de la Universidad de Antioquia, Colombia el título honoris causa como doctora en filosofía.

- El 25 de noviembre de 2022 fue galardonada con el Premio Balzan de filosofía moral.
- El 18 de diciembre de 2023 fue investida doctora honoris causa por la Universidade de Santiago de Compostela.[3]
- En diciembre de 2024 recibe el doctorado honoris causa de parte de la Universidad de los Andes en Colombia

## Obras mayores

### La fragilidad del bien: la fortuna y la ética en la tragedia y la filosofía griega

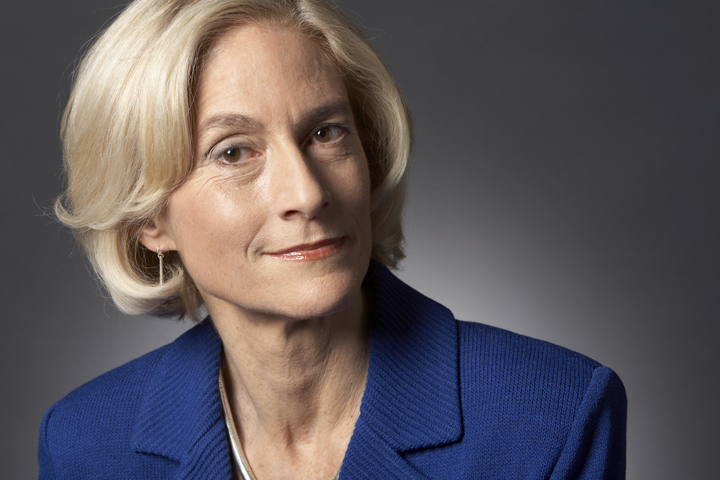
Martha Nussbaum en 2008

La fragilidad confronta el dilema ético de que los individuos fuertemente comprometidos con la justicia son, no obstante, vulnerables a factores externos que pueden comprometer profundamente o incluso negar su florecimiento humano. Hablando de textos literarios y filosóficos, Nussbaum busca determinar hasta qué punto la razón puede permitir la autosuficiencia, y termina rechazando la noción platónica de que la bondad humana puede proteger completamente contra el peligro, alineándose con los dramaturgos trágicos y Aristóteles al tratar el reconocimiento de la vulnerabilidad como la clave para realizar el bien humano.
Su interpretación del Simposio de Platón en particular atrajo considerable atención. Bajo la conciencia de vulnerabilidad de Nussbaum, el reingreso de Alcibíades al final del diálogo socava el relato de Diotima de la escalera del amor en su ascenso al reino no físico de las formas. La presencia de Alcibíades desvía la atención hacia la belleza física, las pasiones sexuales y las limitaciones corporales, y por lo tanto destaca la fragilidad humana.
La fragilidad hizo famosa a Nussbaum en las humanidades. Logró grandes elogios en las reseñas académicas, e incluso fue aclamada en los medios populares. Camille Paglia acreditó a Fragility con los "estándares académicos más altos" del siglo XX, y The Times Higher Education lo llamó "una obra supremamente académica". La fama de Nussbaum extendió su influencia más allá de lo impreso y en programas de televisión como el de Bill Moyers de la PBS.

### Cultivando Humanidad
Cultivating Humanity recurre a los textos griegos clásicos como base para la defensa y la reforma de la formación humanística, Al notar la aspiración del filósofo cínico griego Diógenes de trascender los "orígenes locales y pertenencias grupales" a favor de convertirse en "ciudadano del mundo", Nussbaum traza el desarrollo de esta idea a través de los estoicos, Cicerón y, finalmente, el republicanismo moderno de Adam Smith e Immanuel Kant. Nussbaum defiende el multiculturalismo en el contexto del universalismo ético, defiende la investigación académica sobre la raza, el género y la sexualidad humana, y desarrolla aún más el papel de la literatura como imaginación narrativa en cuestiones éticas.
Al mismo tiempo, Nussbaum también censuró ciertas tendencias académicas.  Criticó al deconstruccionista Jacques Derrida como  "la verdad [] simplemente no vale la pena de estudiar para alguien que ha estado estudiando a WVO Quine y Hilary Putnam y Donald Davidson" y también cita a Zhang Longxi, que califica el análisis de Derrida de la cultura china de "pernicioso" y sin "evidencia de estudio serio". En términos más generales, Nussbaum realizó algunas objeciones a Michel Foucault, pero sin embargo lo singularizó por proporcionar "la única obra verdaderamente importante en haber ingresado a la filosofía bajo el signo del posmodernismo". Nussbaum es aún más crítica con figuras como Allan Bloom, Roger Kimball y George Will por lo que ella considera su conocimiento "inestable" de las culturas no occidentales y las caricaturas inexactas de los departamentos de humanidades actuales.
The New York Times elogió a El cultivo de la Humanidad como "una defensa apasionada y argumentada del multiculturalismo" y lo aclamó como "una formidable, quizás definitiva defensa de la diversidad en los campus estadounidenses". Nussbaum fue la ganadora en 2002 del Premio Grawmeyer en Educación de la Universidad de Louisville.

### Sexo y justicia social
Sex and Social Justice (Sexo y justicia social) se propone demostrar que el sexo y la sexualidad son distinciones moralmente irrelevantes que se han aplicado artificialmente como fuentes de jerarquía social; por lo tanto, el feminismo y la justicia social tienen preocupaciones comunes. Rechazando objeciones antiuniversalistas, Nussbaum propone libertades funcionales, o capacidades humanas centrales, como una rúbrica de justicia social.
Nussbaum analiza detenidamente las críticas feministas al liberalismo mismo, incluida la acusación formulada por Alison Jaggar de que el liberalismo exige un egoísmo ético. Nussbaum señala que el liberalismo enfatiza el respeto por los demás como individuos, y además argumenta que Jaggar ha eludido la distinción entre individualismo y autosuficiencia. Nussbaum acepta la crítica de Catharine MacKinnon al liberalismo abstracto.
Nussbaum condena la práctica de la mutilación genital femenina, citando la privación del funcionamiento humano normativo y sus riesgos para la salud, el impacto en el funcionamiento sexual, las violaciones de la dignidad y las condiciones de no autonomía. Haciendo hincapié en que la mutilación genital femenina se lleva a cabo mediante la fuerza bruta, su irreversibilidad, su naturaleza no consensual y sus vínculos con las costumbres de dominación masculina, Nussbaum insta a las feministas a enfrentar la mutilación genital femenina como un problema de injusticia.
Nussbaum también refina el concepto de "cosificación", como lo presentaron originalmente Catharine MacKinnon y Andrea Dworkin. Nussbaum define la idea de tratar como un objeto con siete cualidades: instrumentalidad, negación de la autonomía, inercia, fungibilidad, violabilidad, propiedad y negación de la subjetividad. Su caracterización de la pornografía como una herramienta de cosificación pone a Nussbaum en desacuerdo con el feminismo pro-sexo. Al mismo tiempo, Nussbaum argumenta a favor de la legalización de la prostitución, una posición que reiteró en un ensayo de 2008 tras el escándalo de Spitzer, escribiendo: "La idea de que debemos penalizar a las mujeres con pocas opciones eliminando una de las que pueden tener es grotesca".
Sexo y justicia social fue alabado por los críticos en la prensa. Salon declaró: "Ella muestra brillantemente cómo se usa el sexo para negar a algunas personas, es decir, mujeres y hombres homosexuales, la justicia social". El New York Times elogió el libro como "escrito con elegancia y discutido cuidadosamente". Kathryn Trevenen elogió el esfuerzo de Nussbaum por trasladar las preocupaciones feministas hacia los esfuerzos transnacionales interconectados, y por explicar un conjunto de pautas universales para estructurar una agenda de justicia social. Patrick Hopkins escogió para elogiar el capítulo "magistral" de Nussbaum sobre la cosificación sexual. La feminista radical Andrea Dworkin culpó a Nussbaum por "una constante sobreintelectualización de la emoción, que tiene la consecuencia inevitable de confundir el sufrimiento con la crueldad".

### Esconderse de la Humanidad
Esconderse de la Humanidad amplía el trabajo de Nussbaum en psicología moral para sondear los argumentos para incluir dos emociones -vergüenza y repugnancia- como bases legítimas para los juicios legales. Nussbaum argumenta que los individuos tienden a repudiar su imperfección corporal o animalidad a través de la proyección de temores sobre la contaminación. Esta respuesta cognitiva es en sí misma irracional, porque no podemos trascender la animalidad de nuestros cuerpos. Al notar cómo la repugnancia proyectiva ha justificado erróneamente la subordinación grupal (principalmente de mujeres, judíos y homosexuales), Nussbaum termina descartando la repugnancia como una base confiable de juicio.
En cuanto a la vergüenza, Nussbaum argumenta que la vergüenza tiene un objetivo demasiado amplio, tratando de inculcar la humillación en un ámbito que es demasiado intrusivo y limita la libertad humana. Nussbaum se alía con John Stuart Mill para reducir la preocupación legal a los actos que causan un daño distintivo y asignable.
En una entrevista con la revista Reason, Nussbaum explicó: "La repugnancia y la vergüenza son intrínsecamente jerárquicos: establecen rangos y órdenes de seres humanos. También están intrínsecamente relacionados con restricciones a la libertad en áreas de conducta no perjudicial. Por estas dos razones, creo, cualquiera que valore los valores democráticos clave de igualdad y libertad debe desconfiar profundamente del atractivo de esas emociones en el contexto de la ley y las políticas públicas".
El trabajo de Nussbaum fue recibido con grandes elogios. El Boston Globe llamó a su argumento "característicamente lúcido" y la aclamó como "la filósofa de la vida pública más destacada de Estados Unidos". Sus reseñas en periódicos y revistas nacionales obtuvieron elogios unánimes. En círculos académicos, Stefanie A. Lindquist de la Universidad Vanderbilt elogió el análisis de Nussbaum como un "tratado de gran alcance y matizado sobre la interacción entre las emociones y la ley".
Una excepción destacada fue la reseña de Roger Kimball publicada en The New Criterion  en la que acusó a Nussbaum de "fabricar" la renovada prevalencia de la vergüenza y la repugnancia en las discusiones públicas y dice que intenta "socavar la sabiduría moral heredada de milenios". La reprende por "despreciar las opiniones de la gente común" y finalmente acusa a Nussbaum de "esconderse de la humanidad".
Nussbaum recientemente ha corregido y extendido su trabajo sobre la repugnancia para producir un nuevo análisis de los problemas legales relacionados con la orientación sexual y la conducta del mismo sexo. Su libro From Disgust to Humanity: Sexual Orientation and the Constitution fue publicado por Oxford University Press en 2010, como parte de su serie "Inalienable Rights", editado por Geoffrey Stone.

### De la repugnancia a la humanidad: orientación sexual y derecho constitucional
En este libro de 2010 Martha Nussbaum analiza el papel que desempeña la repugnancia en la ley y el debate público en los Estados Unidos. El libro analiza principalmente cuestiones legales constitucionales que enfrentan los gays y lesbianas estadounidenses, pero también analiza cuestiones como las leyes contra la mestización, la segregación, el antisemitismo y el sistema de castas en la India como parte de su tesis más amplia sobre el "principio de la repugnancia".
Nussbaum postula que las motivaciones fundamentales de quienes defienden las restricciones legales contra los gays y lesbianas estadounidenses se basan en el "principio de la repugnancia". Estas restricciones legales incluyen bloquear la orientación sexual protegida bajo leyes antidiscriminatorias (Ver: Romer v. Evans), leyes de sodomía contra adultos que consienten (Ver: Lawrence v. Texas), prohibiciones constitucionales contra el matrimonio entre personas del mismo sexo (Ver: Proposición 8 de California (2008)), una regulación demasiado estricta de las casas de baños gay y la prohibición del sexo en parques públicos y baños públicos. Nussbaum también argumenta que las prohibiciones legales sobre la poligamia y ciertas formas de matrimonio incestuoso (por ejemplo, hermano-hermana) se basan en el principio de la repugnancia y deben ser anuladas.
Identifica estrechamente el "principio de la repugnancia" con Lord Devlin y su famosa oposición al informe Wolfenden que recomendaba despenalizar los actos homosexuales consensuales privados sobre la base de que esas cosas "asquearían al hombre común". Para Devlin, el mero hecho de que algunas personas o actos pueden producir reacciones emocionales populares de repulsión proporciona una guía apropiada para legislar. También identifica la "sabiduría de la repugnancia" defendida por León Kass como otra escuela de pensamiento de "principio de la repugnancia", ya que afirma de la repulsión "en casos cruciales ... la repugnancia es la expresión emocional de la sabiduría profunda, más allá del poder de articularlo de la razón".
Nussbaum continúa oponiéndose explícitamente al concepto de una moral basada en la repugnancia como una guía apropiada para legislar. Nussbaum señala que la repulsión popular se ha utilizado a lo largo de la historia como una justificación para la persecución. Basándose en su trabajo anterior sobre la relación entre la repugnancia y la vergüenza, Nussbaum señala que, en diversos momentos, el racismo, el antisemitismo y el sexismo han sido impulsados por la repulsión popular.
En lugar del "principio de la repugnancia", Nussbaum defiende "el principio del daño" de John Stuart Mill como la base adecuada para limitar las libertades individuales. Nussbaum argumenta que el principio del daño, que respalda las ideas legales del consentimiento, la mayoría de edad y la privacidad, protege a los ciudadanos, mientras que el "principio de la repugnancia" no es más que una reacción emocional poco confiable sin sabiduría inherente. Además, Nussbaum argumenta que este principio ha negado y continúa negando a los ciudadanos la humanidad y la igualdad ante la ley sin fundamentos racionales y causa daños sociales palpables a los grupos afectados.
Disgust to Humanity obtuvo aclamación en los Estados Unidos, y provocó entrevistas en el New York Times y otras revistas. Una revista conservadora, The American Spectator, ofreció una opinión disidente, escribiendo: "la crítica del 'principio de la repugnancia' carece de coherencia, y 'la política de la humanidad' se traiciona a sí misma al no tratar más compasivamente a los que se oponen al movimiento por los derechos ". El artículo también argumenta que el libro está empañado por errores de hechos e inconsistencias.

## Obras

### En general
- Aristotle's De Motu Animalium (1978)
- The Fragility of Goodness: Luck and Ethics in Greek Tragedy and Philosophy (1986)
- Love's Knowledge (1990)
- Nussbaum, Martha, y Amartya Sen. The Quality o Life. (Oxford: Clarendon Press 1993)
- The Therapy of Desire (1994)
- Poetic Justice (1996)
- For Love of Country (1996)
- Cultivating Humanity: A Classical Defense of Reform in Liberal Education (1997)
- Sex and Social Justice (1998)
- Women and Human Development (2000)
- Upheavals of Thought: The Intelligence of Emotions (2001)
- Hiding From Humanity: Disgust, Shame, and the Law (2004)
- Animal Rights: Current Debates and New Directions (editado con Cass Sunstein) (2004)
- Frontiers of Justice: Disability, Nationality, Species Membership (2006)
- The clash within democracy, religious violence, and India's future (2007)
- Liberty of conscience: in defense of America's tradition of religious equality (2008)
- From disgust to humanity: sexual orientation and constitutional law (2010)
- Not for profit: why democracy needs the humanities (2010)
- Creating capabilities: the human development approach (2011)
- Philosophical interventions (2012)
- The new religious intolerance: overcoming the politics of fear in an anxious age (2012)
- Political emotions : why love matters for justice (2013)
- The Monarchy of Fear: A philosopher looks at our political crisis  (2018)
- The Cosmopolitan Tradition: A Noble but Flawed Ideal (2019)
- Citadels of Pride: Sexual Abuse, Accountability, and Reconciliation (2021)
- Justice for Animals: Our Collective Responsibility (2023)
- The Tenderness of Silent Minds: Benjamin Britten and his War Requiem (2024)

### Traducidas al español
- La fragilidad del bien: fortuna y ética en la tragedia y la filosofía griega [traducción de Antonio Ballesteros] Madrid: Visor, 1995.
- Justicia poética: la imaginación literaria y la vida pública [traducción de Carlos Gardini]. Barcelona: Andrés Bello, D.L., 1997.
- Los límites del patriotismo: identidad, pertenencia y "ciudadanía mundial", compilado por Joshua Cohen; [traducción de Carme Castells]. Barcelona: Paidós Ibérica, 1999.
- Nussbaum M. y Cass R. Sunstein (eds.) Clones y clones: hechos y fantasías acerca de la clonación humana ; prólogo de Manuel Garrido; [traducción de María Cóndor Orduña]. Madrid: Cátedra, 2000.
- El cultivo de la humanidad: una defensa clásica de la reforma en la educación liberal [traducción de Juana Pailaya] 1.ª ed. Barcelona: Andrés Bello, 2001.
- Las mujeres y el desarrollo humano: el enfoque de las capacidades [traducción de Roberto Bernet]. Barcelona: Herder, 2002.
- La terapia del deseo: teoría y práctica en la ética helenística [traducción de Miguel Candel]. Barcelona: Paidós, [2003]
- El conocimiento del amor: ensayos sobre filosofía y literatura [traducción de Rocío Orsi Portalo y Juana María Inarejos Ortiz Boadilla del Monte]. Madrid: A. Machado Libros, 2005.
- El cultivo de la humanidad: una defensa clásica de la reforma en la educación liberal [traducción de Juana Pailaya]. Barcelona: Paidós Ibérica, 2005.
- El ocultamiento de lo humano: repugnacia, vergüenza y ley [Traducción de Gabriel Zadunaisky]. Buenos Aires/Madrid, Katz editores, 2006, ISBN 9788460983545
- Las fronteras de la justicia: consideraciones sobre la exclusión [traducción de Ramón Vilà Vernis y Albino Santos Mosquera]. Barcelona: Paidós, 2007.
- Paisajes del pensamiento: la inteligencia de las emociones Barcelona: Paidós Ibérica, 2008, ISBN 978-84-493-2099-6
- Libertad de conciencia [traducción de Alberto Enrique Álvarez y Araceli Maira Benítez]. Barcelona: Tusquets, 2009.
- India: democracia y violencia religiosa [traducción de Vanesa Casanova]. Barcelona: Paidós, 2009.
- Sin fines de lucro. Por qué la democracia necesita de las humanidades [Traducción de María Victoria Rodil]. Buenos Aires/Madrid, Katz editores, 2010, ISBN 9788492946174
- Libertad de conciencia: el ataque a la igualdad de respeto + "Vivir en democracia implica respetar el derecho de las personas a elegir estilos de vida con los que no estoy de acuerdo" (entrevista de Daniel Gamper Sachse) [Traducción de Patrícia Soley-Beltrán]. Buenos Aires/Madrid, Katz editores, 2011, ISBN 9788492946358 (En coedición con el Centro de Cultura Contemporánea de Barcelona).
- Crear capacidades: propuesta para el desarrollo humano [traducción de Albino Santos Mosquera]. Barcelona, Paidós, 2012, ISBN 9788449309885
- La monarquía del miedo: Una mirada filosófica a la crisis política actual [traducción de Albino Santos Mosquera]. Barcelona, Paidós, 2019, ISBN 9788449335853.
- La tradición cosmopolita: Un noble e imperfecto ideal [traducción de Albino Santos Mosquera]. Barcelona, Paidós, 2020, ISBN 9788449336942.
- Ciudadelas de la soberbia: Agresión sexual, resposabilización y reconciliación [traducción de Albino Santos Mosquera]. Barcelona, Paidós, 2022, ISBN 9788449339325.
- Justicia para los animales: Una respuesta colectiva [traducción de Albino Santos Mosquera]. Barcelona, Paidós, 2023, ISBN 9788449341564.